# Desa Gemblengan (administrativ by i Indonesien, lat -7,71, long 110,63)
Desa Gemblengan är en administrativ by i Indonesien.   Den ligger i provinsen Jawa Tengah, i den västra delen av landet, 400 km öster om huvudstaden Jakarta.